# Parada Portal
A Parada Portal é uma parada ferroviária que atende aos bondes turísticos da Estrada de Ferro Campos do Jordão (EFCJ). Foi inaugurada em 1988.
Localiza-se no município de Campos do Jordão.

## História
A parada foi inaugurada em 1988, e é uma plataforma com um pequeno banco de madeira, coberta por telhas sustentadas por pedaços de trilhos. Fica ao lado do portal de Campos do Jordão, de onde obteve seu nome. Atualmente, recebe os bondes turísticos da companhia, contando também com uma bilheteria em suas proximidades.

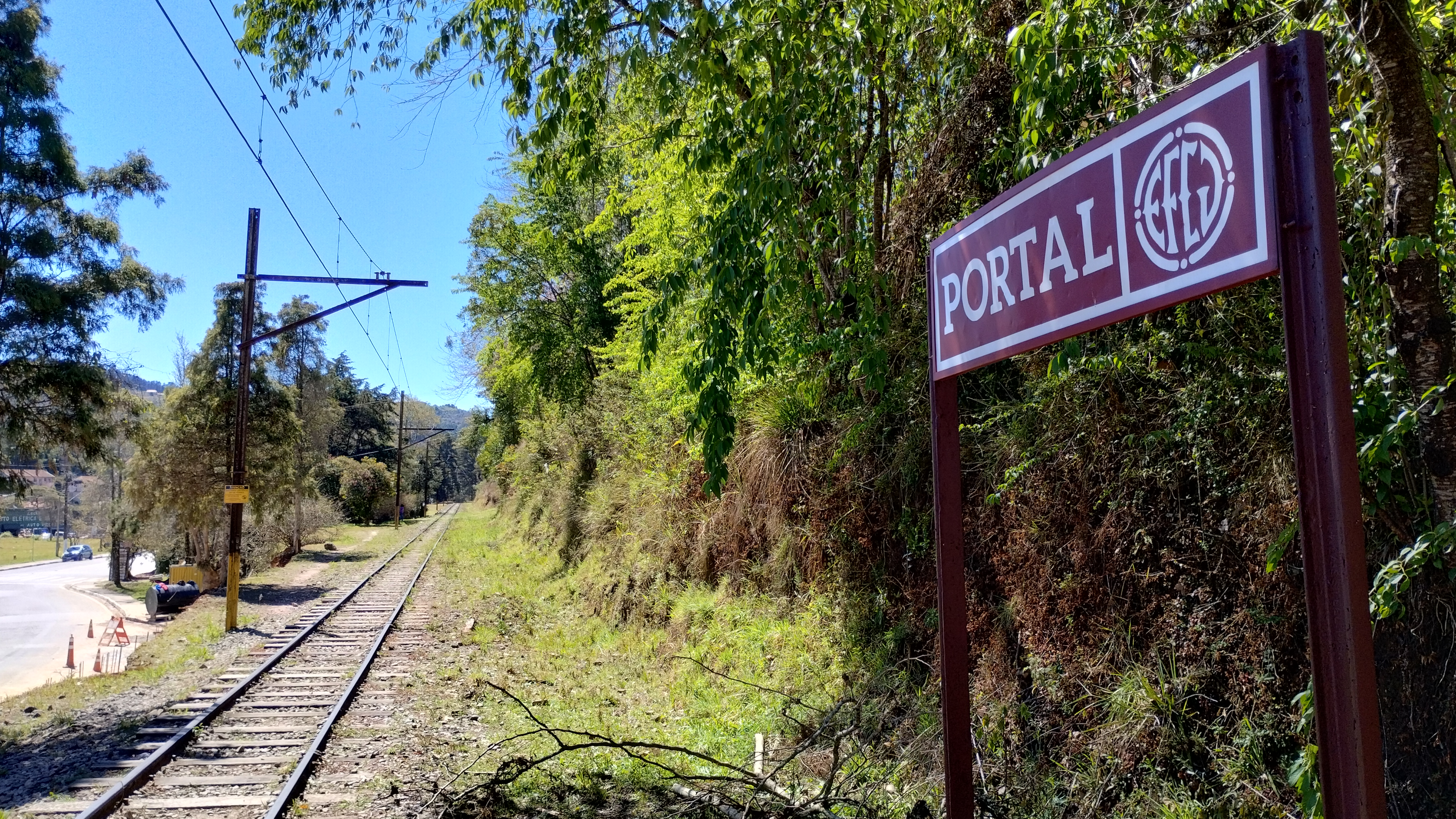
Placa da parada e via da EFCJ, sentido Emílio Ribas.